# Енисей (баскетбольный клуб)

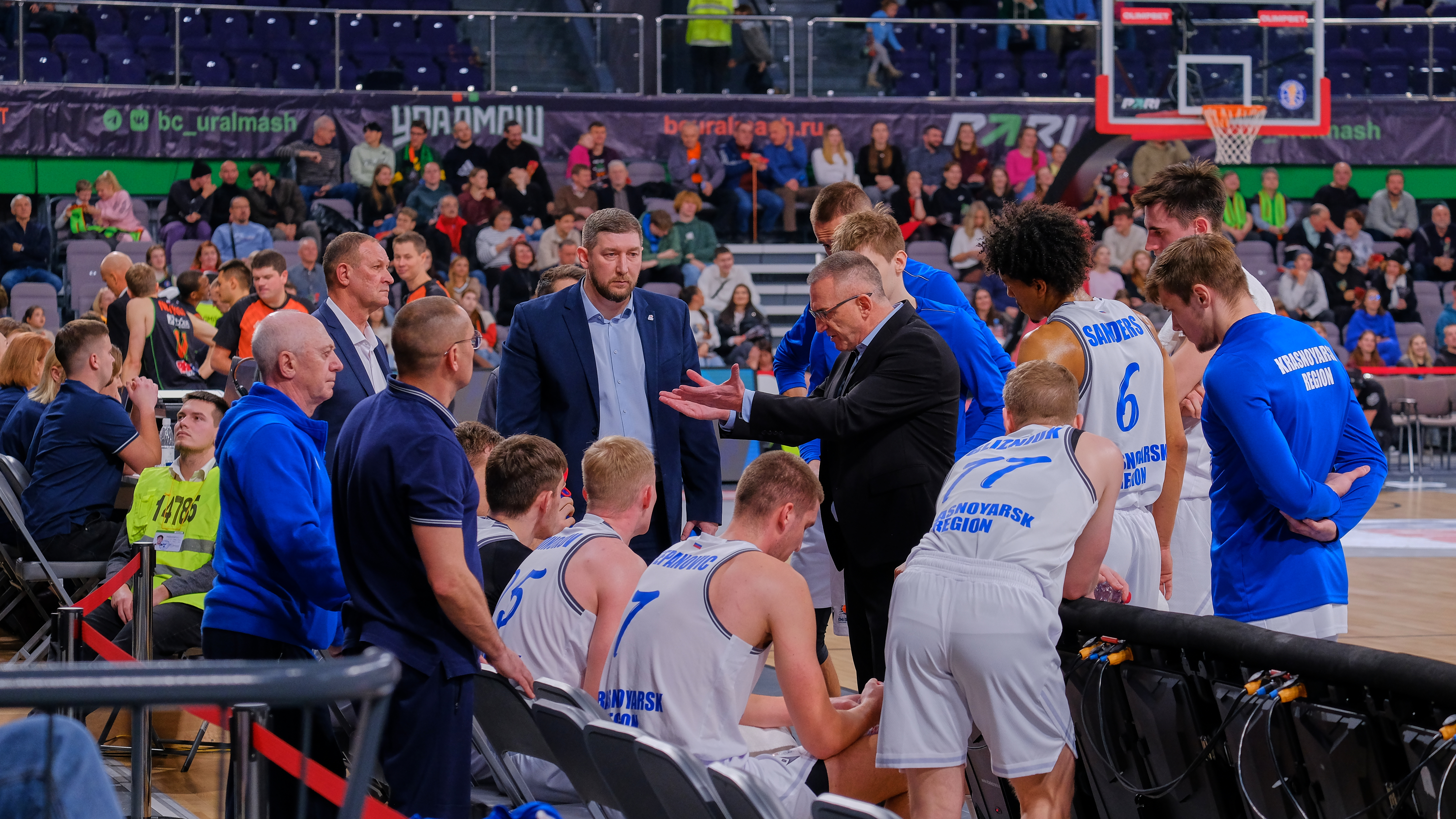
Команда в 2024 году

«Енисей» Красноярск — российский мужской баскетбольный клуб из Красноярска, выступающий в Единой лиге ВТБ.

## История
Клуб создан в 1981 году на базе Красноярского политехнического института, соответственно получив название «Политехник». В советское время команда выступала в низших лигах, единственным большим достижением в то время принято считать победу в Кубке СССР 1988 года для команд Сибири и Дальнего Востока. После распада СССР красноярский коллектив не получил дивидендов и остался в низших лигах уже российского первенства по баскетболу. В сезоне 1996/1997 команда завоевала право играть в сильнейшей лиге России Суперлига А, но продержалась там недолго, вылетев в Суперлигу Б. В 2007 году клуб выиграл чемпионат в Суперлиге Б и вернул себе право выступать в элите Российского баскетбола.
В сезоне 2009/2010 клуб дебютировал на европейской арене, приняв участие в розыгрыше Кубка вызова и дойдя до второго этапа. В сезоне 2010/2011 «Енисей» уступил по сумме двух матчей в квалификационном раунде Кубка вызова ФИБА «Нижнему Новгороду».
Бронзовый призёр Кубка России-2011.
В сезоне 2014/2015 клуб дошёл до четвертьфинала Кубка вызова ФИБА, где уступил немецкому «Франкфурту».
В сезоне 2015/2016 клуб дошёл до полуфинала Кубка ФИБА Европа, где снова встретится с немецким «Франкфуртом».

## Достижения
Суперлига Б
- Чемпион: 2006/2007
- Серебряный призёр (2): 2004/2005, 2005/2006

Кубок России
- Бронзовый призёр: 2010/2011

### Личные награды
Единая лига ВТБ
MVP месяца
- декабрь 2013 —  Алекс Ренфро
- октябрь 2023 —  Ксавье Рэтан-Мэйс

Лучший «шестой» игрок
- 2016/2017 —  Сулейман Браймо[1]

Лучший молодой игрок месяца
- январь 2016 —  Денис Захаров[2]

Матч Звёзд
- 2017 — Владислав Трушкин
- 2017 — Фрэнк Элегар
- 2018 — Энтони Хиллиард
- 2019 — Д’Анджело Харрисон
- 2019 — Олег Окулов (тренер, Звёзды России)
- 2020 — Денис Захаров
- 2020 — Дэвион Берри
- 2021 — Дастин Хог
- 2021 — Михаил Кулагин
- 2023 — Тимофей Герасимов
- 2024 — Ксавье Рэтан-Мэйс
- 2024 — Джеремайя Мартин
- 2025 — Тимофей Герасимов

## Главные тренеры
- 1993—1995 —  Александр Сундуков
- 1995—1996 —  Сергей Иванов
- 1996—1999 —  Виктор Курилов
- 1999—2001 —  Сергей Иванов
- 2001—2008 —  Владимир Петроковский
- 2001—2008 —  Альгирдас Бразис
- 2009—2010 —  Айнарс Багатскис
- 2010—2012 —  Стеван Караджич[3]
- 2012 —  Милан Котарац (и. о.)
- 2012—2013 —  Владислав Коновалов
- 2013—2015 —  Стеван Караджич
- 2015—2019 —  Олег Окулов[4]
- 2019—2023 —  Дражен Анзулович[5]
- 2023—н.в. —  Йовица Арсич[6]

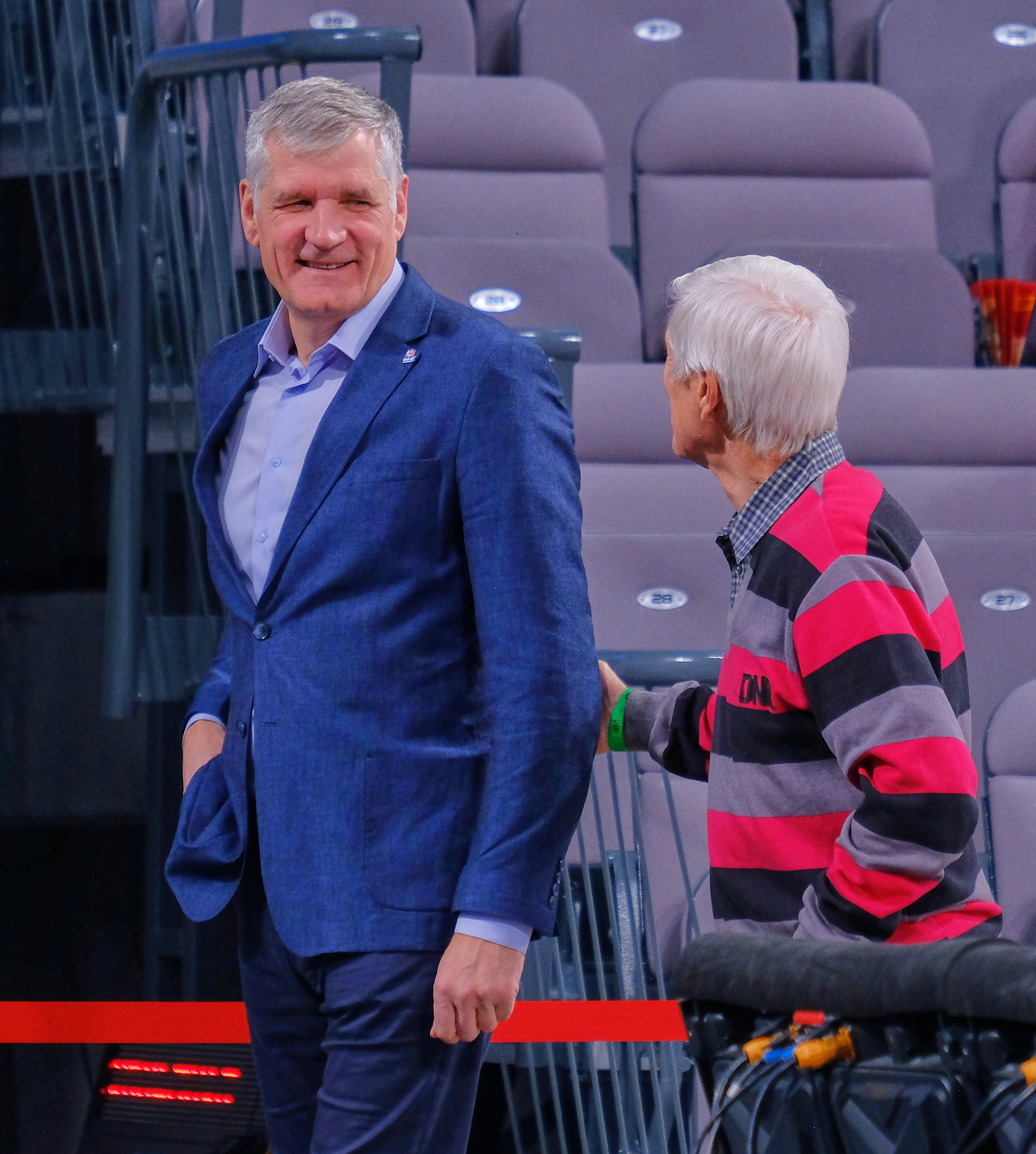
Владимир Петроковский
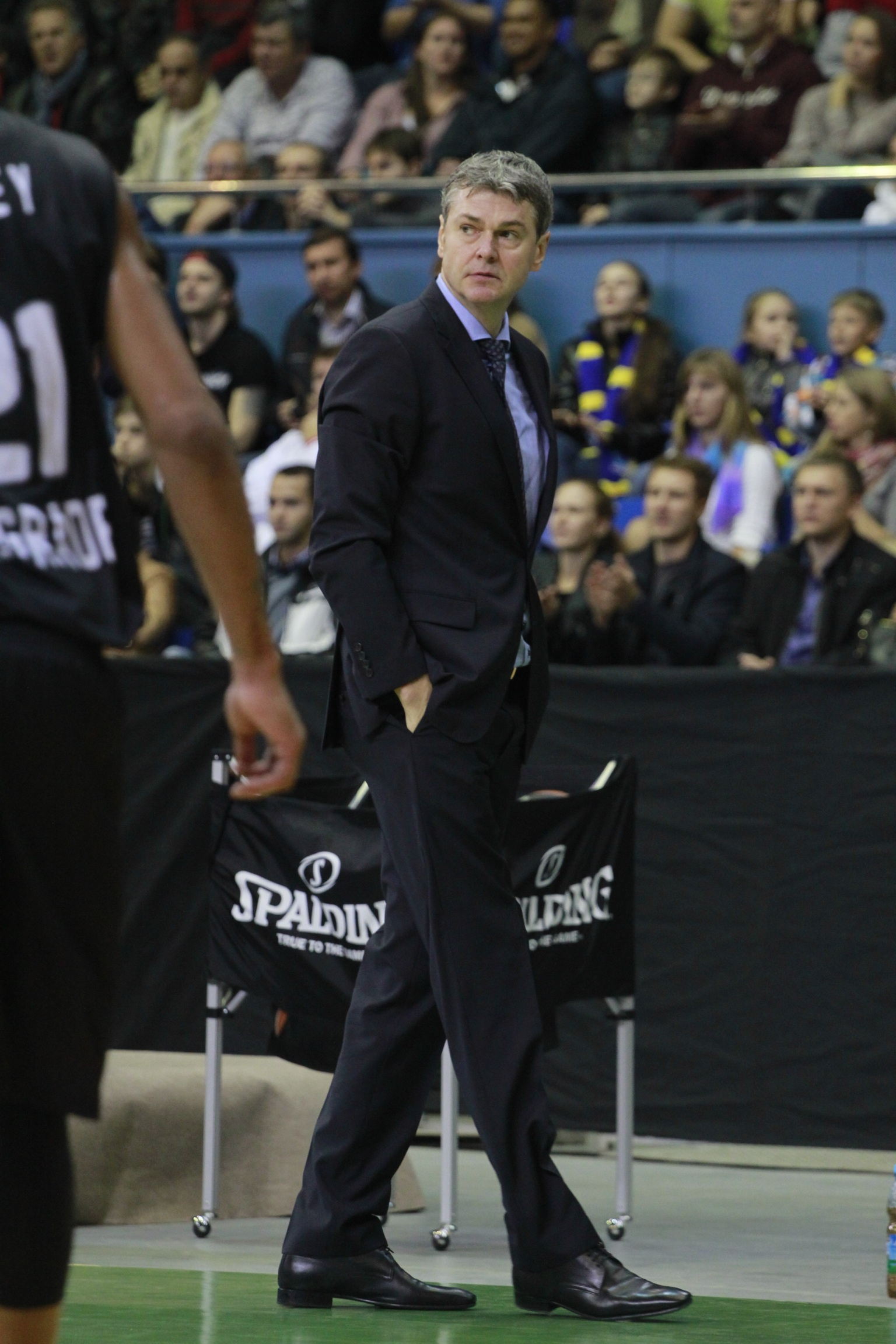
Айнарс Багатскис
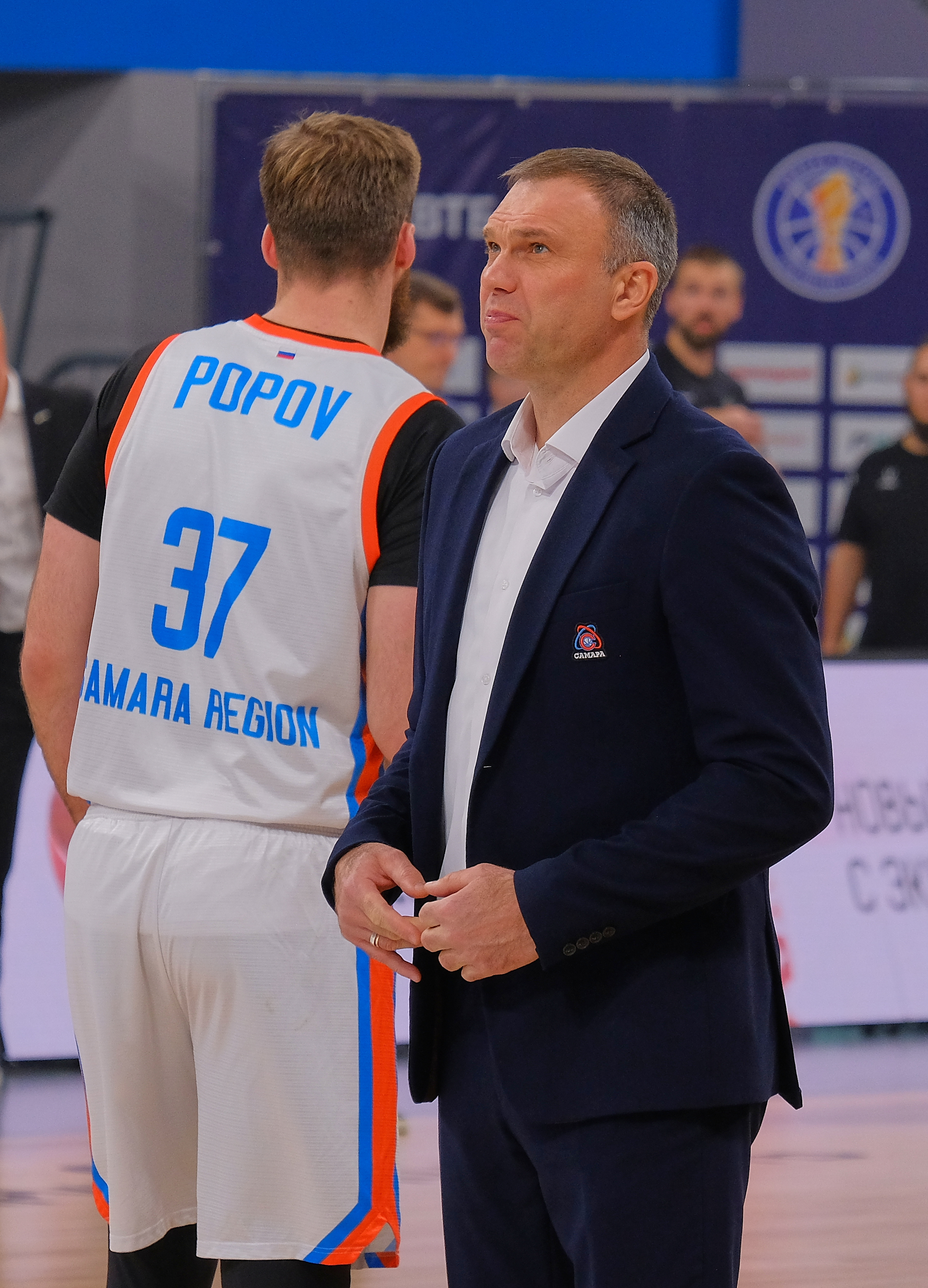
Владислав Коновалов
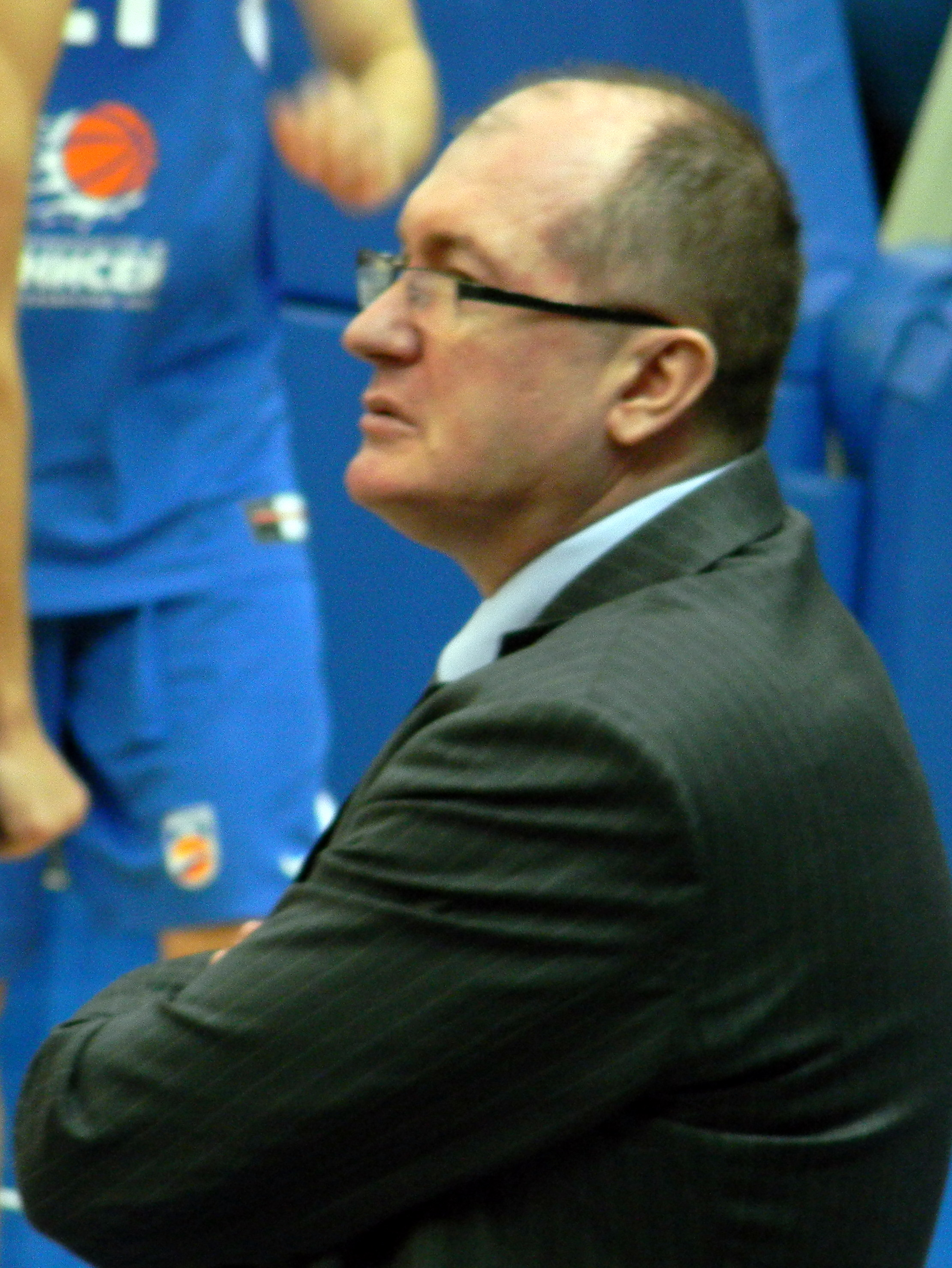
Стеван Караджич
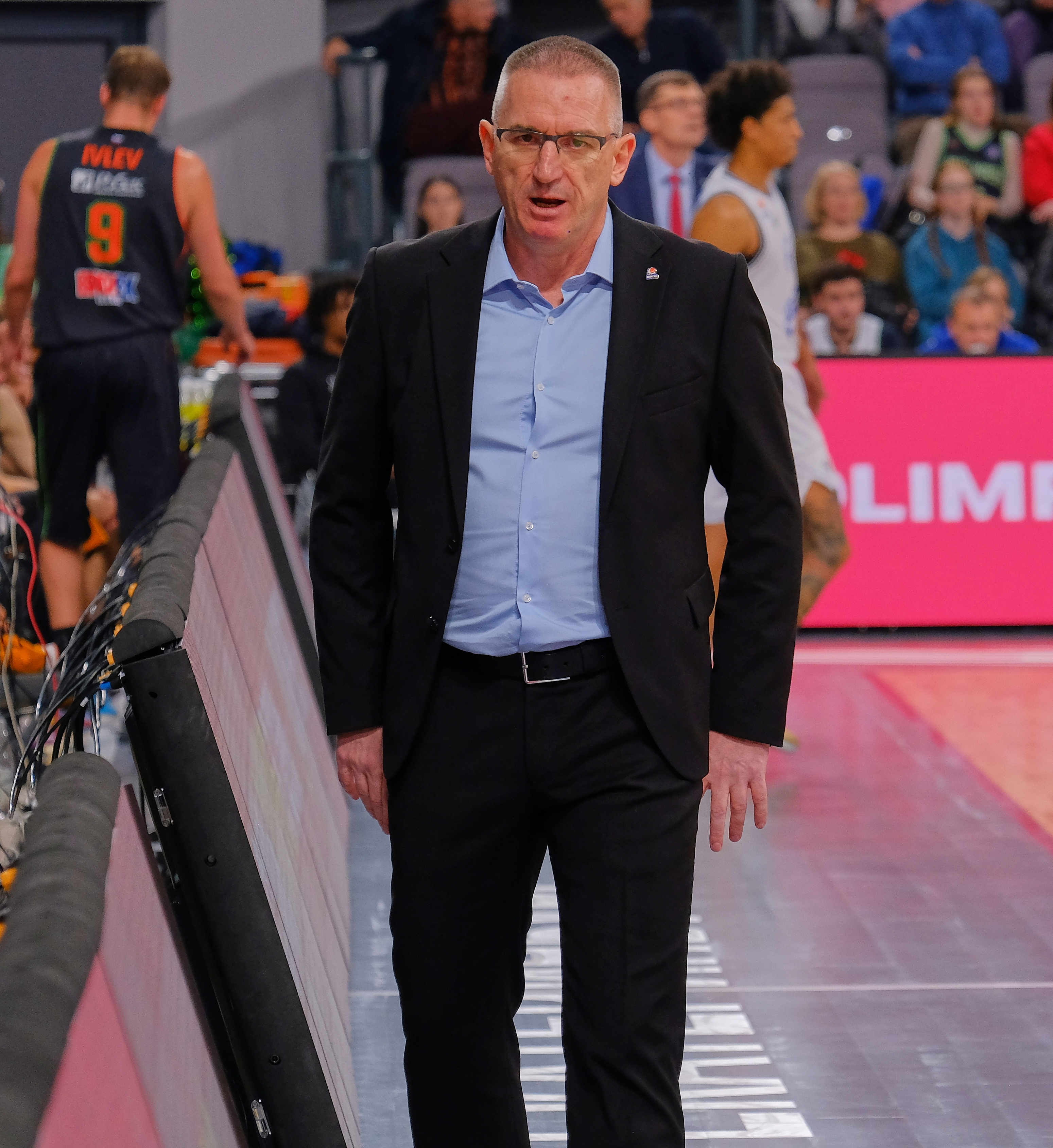
Йовица Арсич

## Капитаны команды
- 2007—2011 —  Денис Беляев
- 2011—2015 —  Андрей Комаровский
- 2015—2016 —  Павел Сергеев
- 2016—2019 —  Василий Заворуев
- 2019—2023 —  Александр Гудумак
- 2023—2025 —  Сергей Балашов

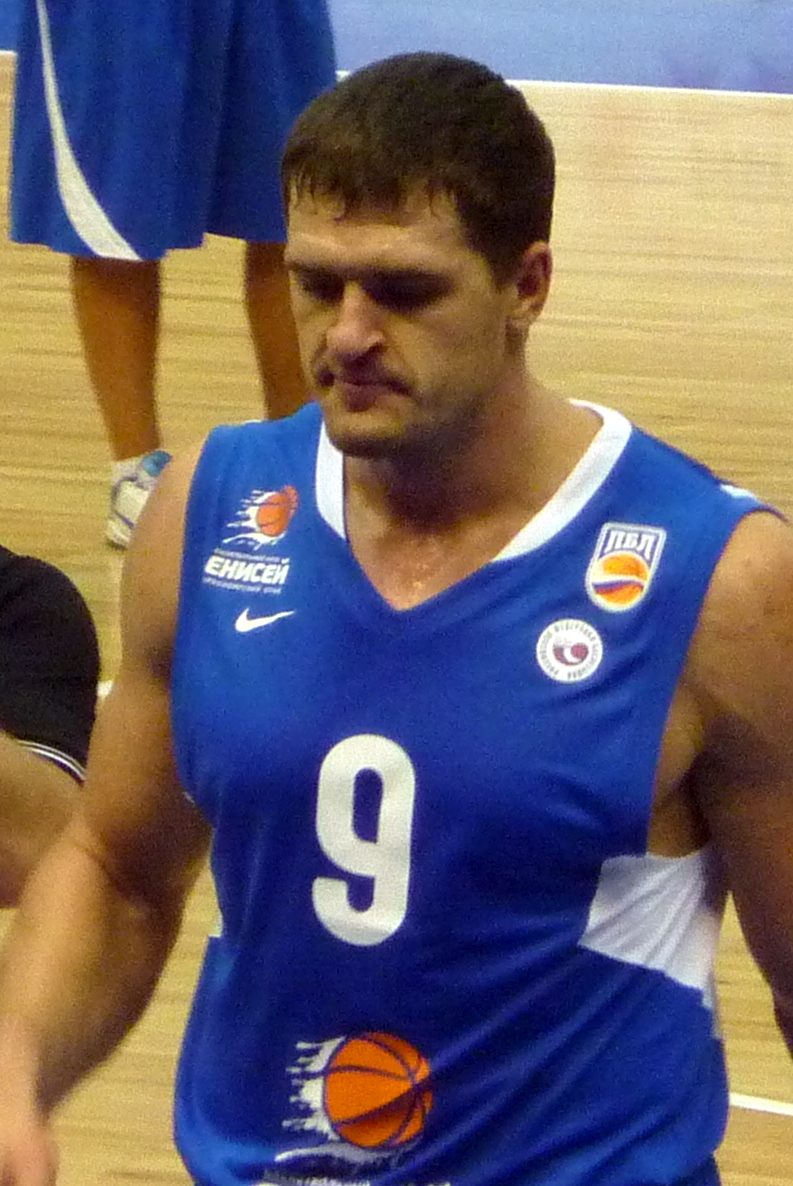
Денис Беляев
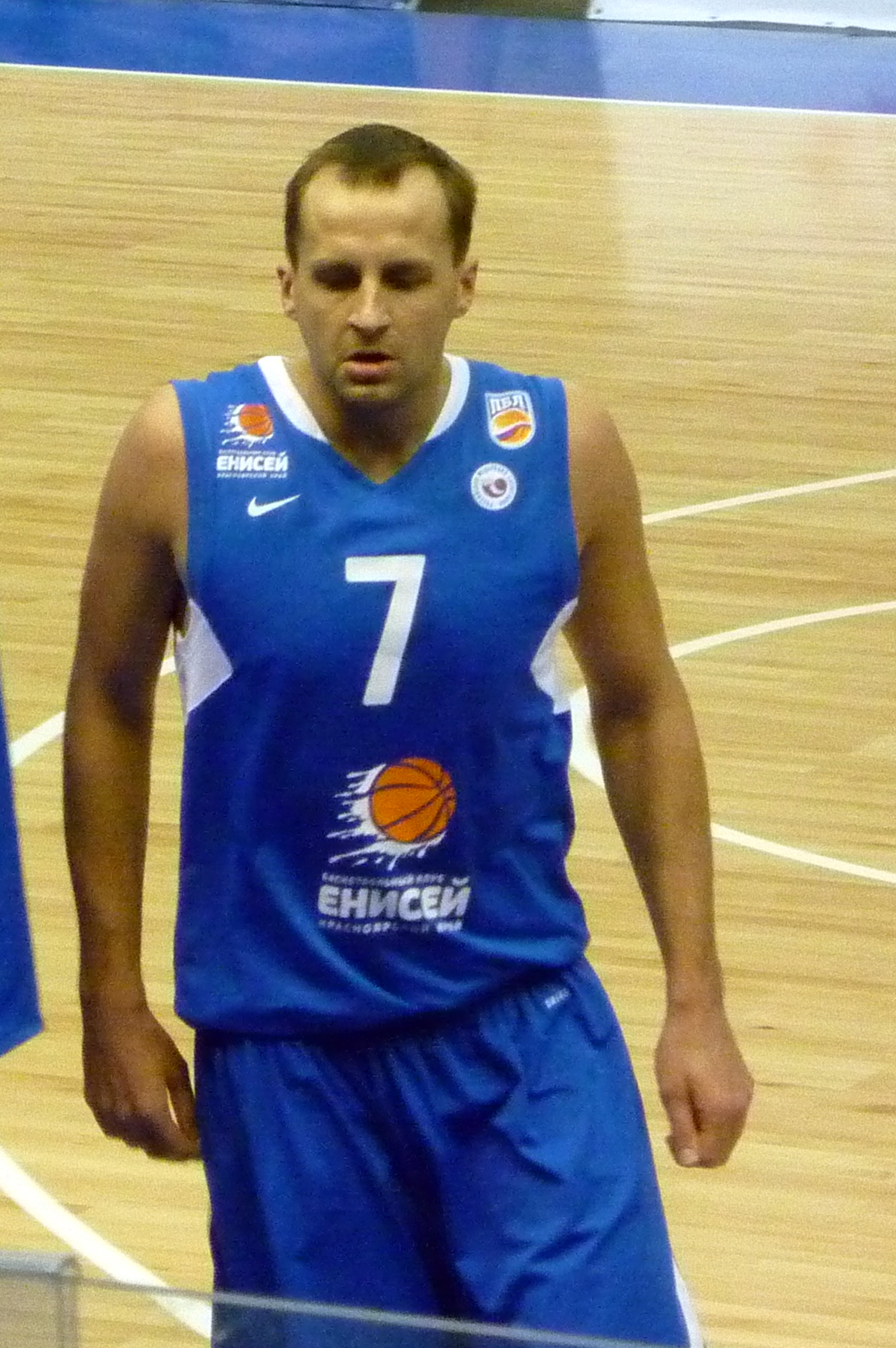
Андрей Комаровский
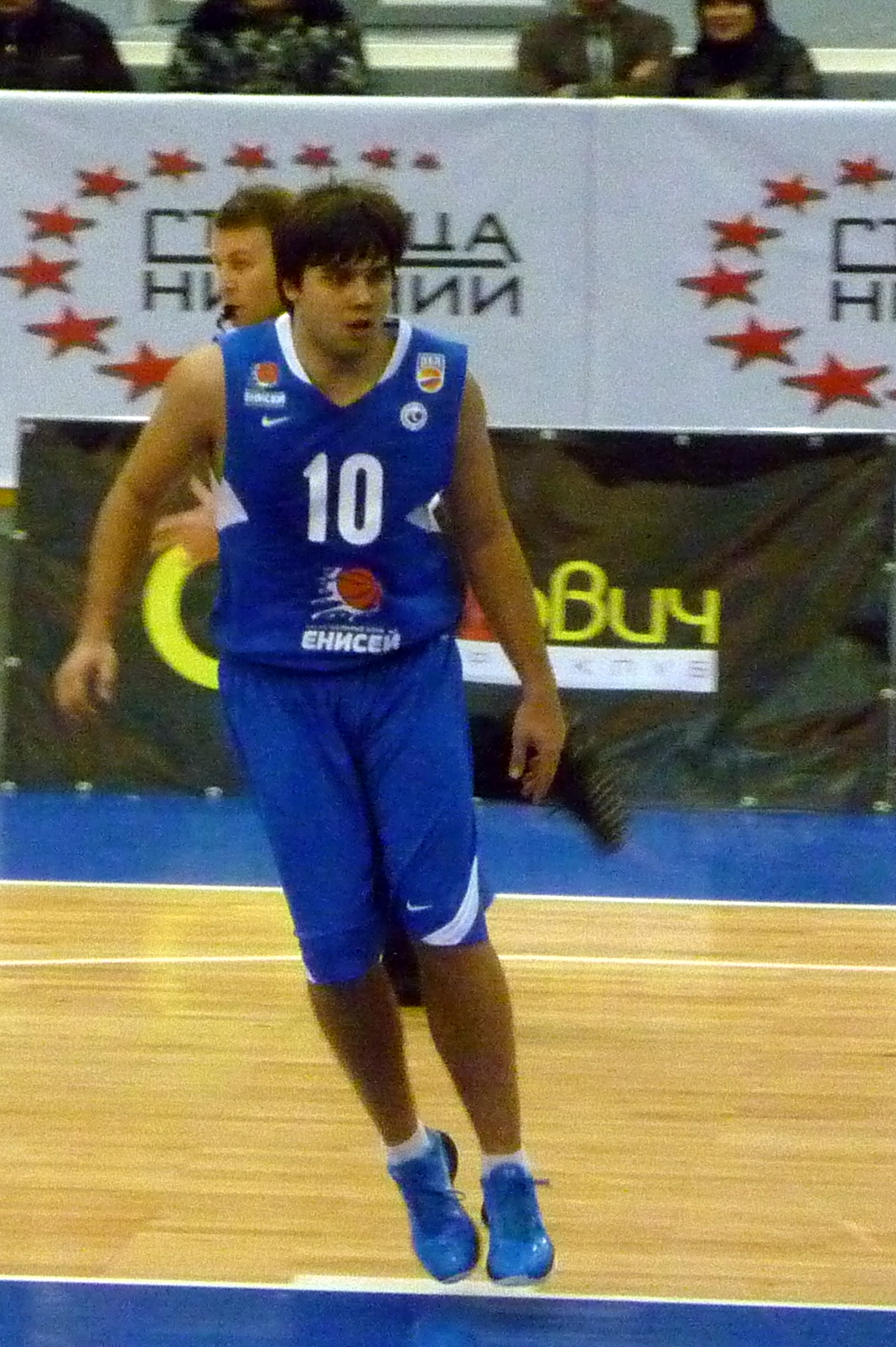
Павел Сергеев
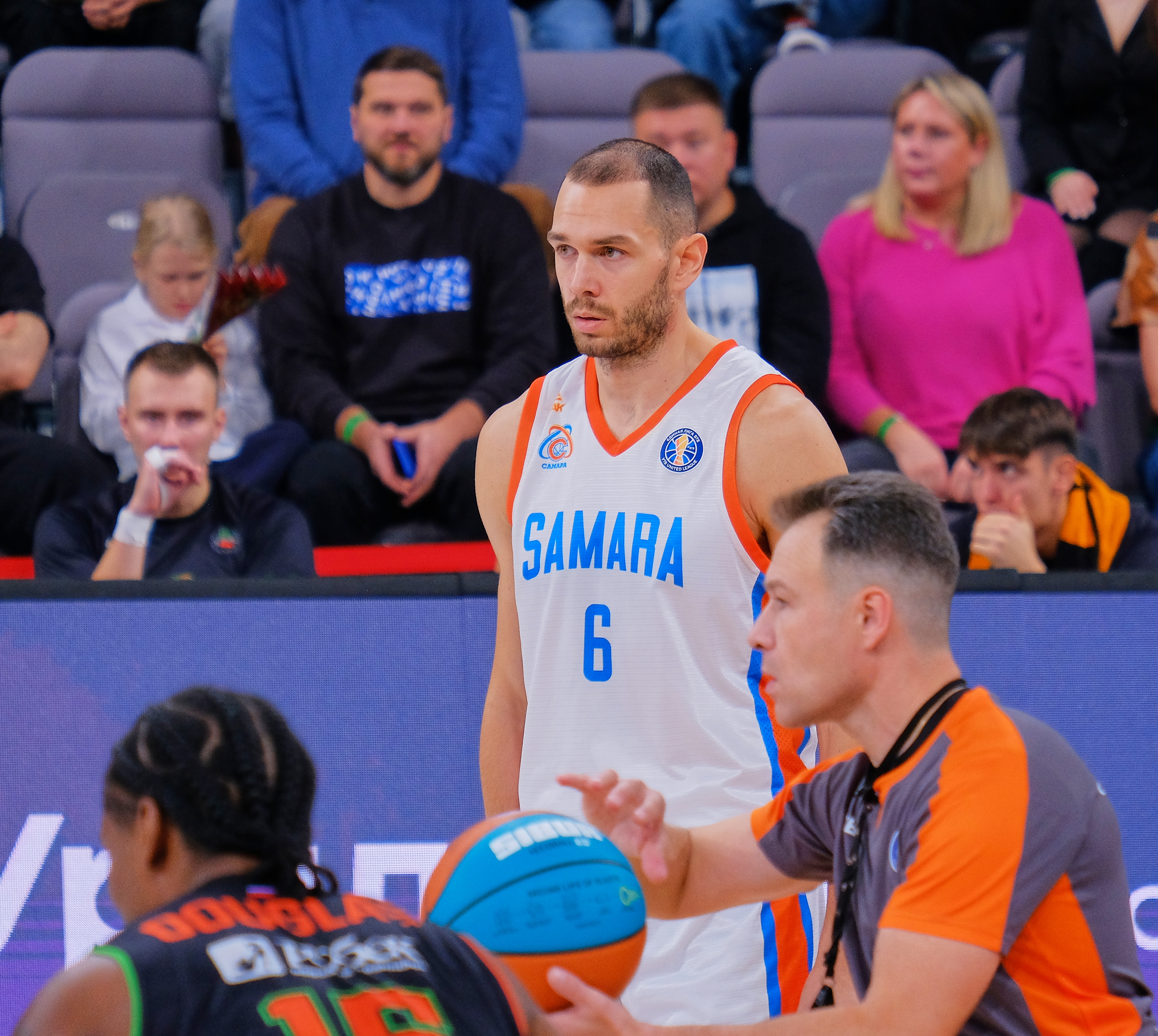
Александр Гудумак
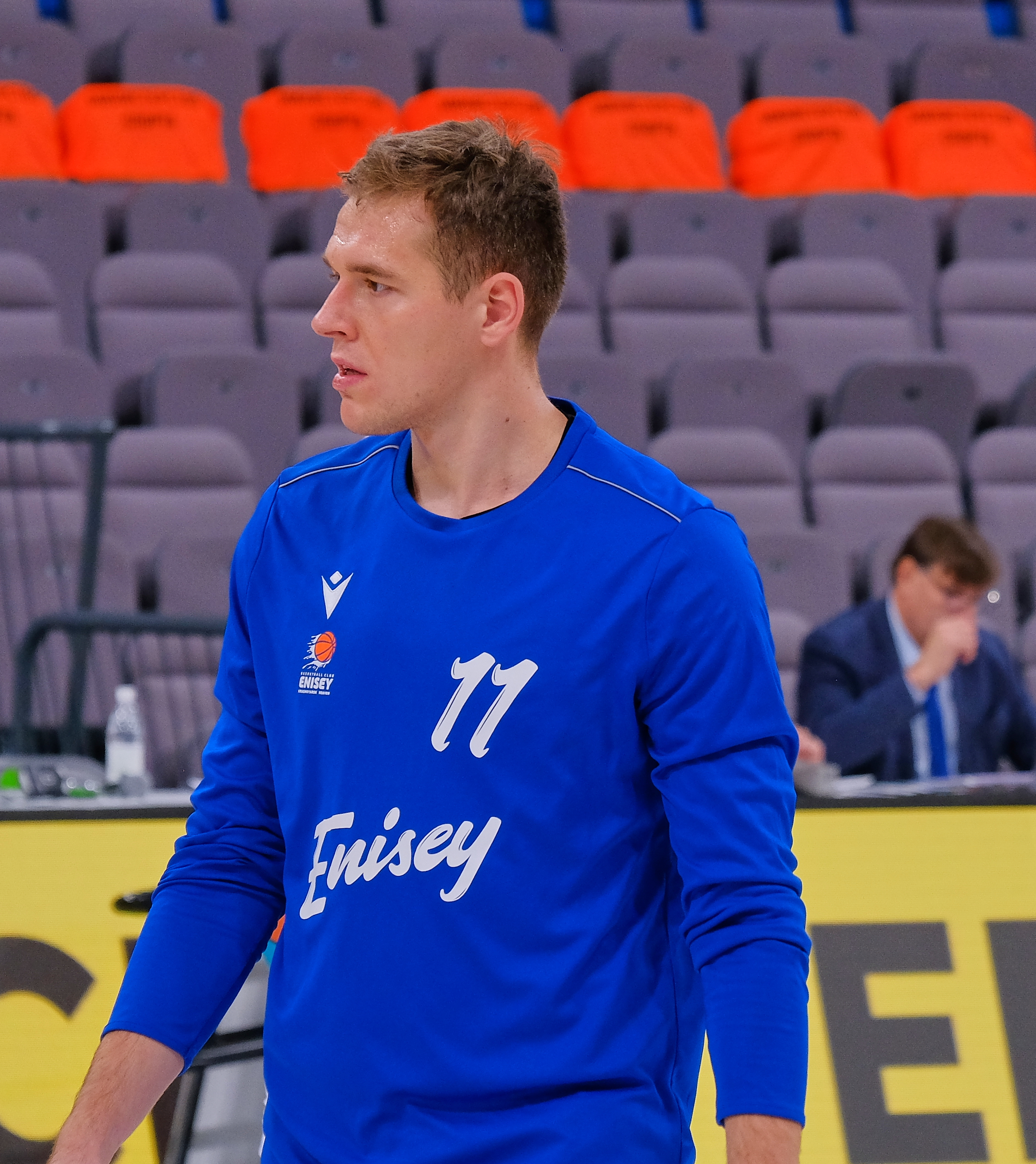
Сергей Балашов

## Состав команды
| \| Поз. \| № \| Гражд. \| Имя \| Дата рождения (возраст) \| Рост \| Вес \| Звание \| \| ---- \| -- \| ------ \| ------------------- \| ------------------------- \| ------ \| ------ \| ------ \| \| РЗ \| 2 \| \| Мэттью Коулмэн \| 22 января 1998 (27 лет) \| 188 см \| 82 кг \| \| \| АЗ \| 4 \| \| Михаил Ведищев \| 17 июля 2004 (21 год) \| 189 см \| 79 кг \| \| \| АЗ \| 12 \| \| Владислав Перевалов \| 21 октября 2001 (23 года) \| 190 см \| 80 кг \| \| \| ЛФ \| 13 \| \| Дмитрий Сонько \| 8 мая 2001 (24 года) \| 197 см \| 86 кг \| \| \| ЛФ \| 14 \| \| Артём Шлегель \| 19 августа 2003 (21 год) \| 200 см \| 85 кг \| \| \| АЗ \| 16 \| \| Егор Скуратов \| 5 августа 2005 (19 лет) \| 196 см \| 87 кг \| \| \| ТФ \| 23 \| \| Сергей Долинин \| 16 февраля 2000 (25 лет) \| 205 см \| 97 кг \| \| \| Ц \| 29 \| \| Данил Заворотний \| 12 апреля 2005 (20 лет) \| 209 см \| 91 кг \| \| \| Ц \| \| \| Дмитрий Халдеев \| 3 апреля 1999 (26 лет) \| 210 см \| 115 кг \| \| | Главный тренер - Йовица Арсич Ассистенты тренера - Павел Дергачёв Легенда - (К) — Капитан команды Последнее изменение: 24 июля 2025 года |             |                     |                           |        |        |        |
| Поз. | № | Гражд.      | Имя                 | Дата рождения (возраст)   | Рост   | Вес    | Звание |
| РЗ | 2 | Флаг США    | Мэттью Коулмэн      | 22 января 1998 (27 лет)   | 188 см | 82 кг  |        |
| АЗ | 4 | Флаг России | Михаил Ведищев      | 17 июля 2004 (21 год)     | 189 см | 79 кг  |        |
| АЗ | 12 | Флаг России | Владислав Перевалов | 21 октября 2001 (23 года) | 190 см | 80 кг  |        |
| ЛФ | 13 | Флаг России | Дмитрий Сонько      | 8 мая 2001 (24 года)      | 197 см | 86 кг  |        |
| ЛФ | 14 | Флаг России | Артём Шлегель       | 19 августа 2003 (21 год)  | 200 см | 85 кг  |        |
| АЗ | 16 | Флаг России | Егор Скуратов       | 5 августа 2005 (19 лет)   | 196 см | 87 кг  |        |
| ТФ | 23 | Флаг России | Сергей Долинин      | 16 февраля 2000 (25 лет)  | 205 см | 97 кг  |        |
| Ц | 29 | Флаг России | Данил Заворотний    | 12 апреля 2005 (20 лет)   | 209 см | 91 кг  |        |
| Ц | | Флаг России | Дмитрий Халдеев     | 3 апреля 1999 (26 лет)    | 210 см | 115 кг |        |